# 倉岡慎太郎
倉岡 慎太郎（くらおか しんたろう、1967年10月27日 - ）は、日本競輪選手会熊本支部に所属する競輪選手。（旧）日本競輪学校第59期生で、同期に小橋正義、濱口高彰、豊田知之らがいる。

## 来歴
九州学院高校時代、1984年、1985年の全国高等学校総合体育大会自転車競技大会・スプリントで優勝。1985年のジュニア世界選手権自転車競技大会・スプリントでは3位に入った。
旧競輪学校時代は、111戦84勝の成績で同期最多勝利を記録。59期の同期には、小橋、和泉田喜一などがいる。
1987年5月2日、花月園競輪場でデビューし、初勝利を挙げた。その後、1991年から1996年頃までは常時特別競輪（現在のGI）への参加機会を得ていた。
吉岡稔真全盛期の熊本G3(記念)では、倉岡一境の強力2段がけで西川の優勝に貢献した。
デビュー時から暫くは先行、捲りを武器に自力型の選手であったが、現在は一般的な追込型（いわゆるマーク屋）である。ただ、時に捲りを放って連に絡むこともある。2022年1月時点ではA級2班に所属。
2019年7月28日、青森競輪FII3日目第3レースで1着となり、通算33人目となる通算500勝を達成。デビューから33年目での達成であった。規程に基づき、同年10月27日の久留米競輪場において、通算500勝表彰式が執り行われた。